# Rhodomyrtus psidioides
Rhodomyrtus psidioides là một loài thực vật có hoa trong Họ Đào kim nương. Loài này được (G.Don) Benth. miêu tả khoa học đầu tiên năm 1867.